# The Long Run
The Long Run è il sesto album in studio della rock band statunitense Eagles, pubblicato nel 1979.
È l'album che sancì lo scioglimento del gruppo che si sarebbe riunito solo quindici anni più tardi (1994) con l'album dal vivo Hell Freezes Over, nonché l'ultimo in studio negli anni '70. Il successivo, Long Road Out of Eden, è stato pubblicato nel 2007, quasi tre decenni dopo.

## Accoglienza
The Long Run ha venduto oltre 8 milioni di copie negli Stati Uniti. Ha raggiunto la prima posizione nella Billboard 200 statunitense, mantenendola per nove settimane, in Australia (tre settimane), in Canada e in Svezia; ha ottenuto inoltre la seconda posizione in Nuova Zelanda, la terza in Olanda e la quinta in Norvegia.

## Tracce
Lato A
1. The Long Run – 3:42 (Don Henley, Glenn Frey)
2. I Can't Tell You Why – 4:56 (Henley, Frey, Timothy B. Schmit)
3. In the City – 3:46 (Barry De Vorzon, Joe Walsh)
4. The Disco Strangler – 2:46 (Don Felder, Henley, Frey)
5. King of Hollywood – 6:28 (Henley, Frey)

Lato B
1. Heartache Tonight – 4:26 (Bob Seger, Henley, Frey, J.D. Souther)
2. Those Shoes – 4:56 (Felder, Henley, Frey)
3. Teenage Jail – 3:44 (Henley, Frey, Souther)
4. The Greeks Don't Want No Freaks – 2:20 (Henley, Frey)
5. The Sad Café – 5:35 (Henley, Frey, Souther, Walsh)

## Musicisti

### Formazione
- Don Henley - batteria, voce solista (tracce 1, 4, 5 e 7-10)
- Glenn Frey - voce solista (tracce 5, 6 e 8), chitarra solista (traccia 2 e traccia 5 primo assolo), assolo di sintetizzatore (traccia 8), cori
- Don Felder - chitarra elettrica, chitarra solista (traccia 5 secondo assolo, tracce 8 e 10), organo (traccia 1), talk box (traccia 7), cori
- Joe Walsh - voce solista (traccia 3), chitarra slide (tracce 1, 3 e 6), chitarra solista (traccia 5 assolo finale), talk box (traccia 7), cori
- Timothy B. Schmit - voce solista (traccia 2), basso, cori

### Ospiti
- The Monstertones - cori (traccia 9)
- Jimmy Buffett - cori (traccia 9)
- David Sanborn - sassofono contralto (traccia 10)

## Singoli
1. Heartache Tonight (18 settembre 1979): Fu l'ultimo dei cinque brani del gruppo ad arrivare #1 in classifica.
2. The Long Run (27 novembre 1979): Title track dell'album, arrivò #8 nella classifica di Billboard Hot 100.
3. I Can't Tell You Why (4 febbraio 1980): Il brano arrivò #8 in classifica.

## Curiosità
- Il brano I Can't Tell You Why è stato campionato dal cantante italiano Neffa per la sua canzone Non Tradire Mai contenuta nell'album 107 elementi.